# Selección femenina de baloncesto de Georgia
La Selección femenina de baloncesto de Georgia es un equipo formado por jugadoras de nacionalidad georgiana que representa a Georgia en las competiciones internacionales organizadas por la Federación Internacional de Baloncesto (FIBA) o el Comité Olímpico Internacional (COI): los Juegos Olímpicos y Campeonato mundial de baloncesto especialmente.

## Resultados

### Eurobasket
Nunca se ha clasificado.

### Mundiales
Nunca se ha clasificado.

### Juegos Olímpicos
Nunca se ha clasificado.
- Datos: Q23013565